# Човек против пчеле
Човек против пчеле (енгл. Man vs. Bee) британска је хумористичка стриминг-телевизијска серија чији су аутори и сценаристи Роуан Аткинсон и Вилијам Дејвис, а редитељ Дејвид Кер. Главне улоге глуме Аткинсон, Џинг Луси, Клоди Блекли, Том Басден, Џулијан Рајнд Тат, Грег Макхју и Индија Фаулер. Премијерно је приказује Netflix од 24. јуна 2022. године.

## Радња
У овој хумористичој серији неспретни тата Тревор чува отмену вилу и покушава да надмудри лукаву пчелу, али само изазове још већи хаос.

## Улоге
| Глумац            | Улога                         |
| ----------------- | ----------------------------- |
| Роуан Аткинсон    | Тревор Бингли                 |
| Џинг Луси         | Нина Колстад-Бергенбатен      |
| Клоди Блекли      | Џес                           |
| Том Басден        | полицајац                     |
| Џулијан Рајнд Тат | Кристијан Колстад-Бергенбатен |
| Грег Макхју       | баштован                      |
| Индија Фаулер     | Меди                          |

## Епизоде
| Бр. еп. (укупно) | Бр. еп. (у серији) | Наслов    | Премијера     |
| ---------------- | ------------------ | --------- | ------------- |
| 1                | 1                  | Chapter 1 | 24. јун 2022. |
| 2                | 2                  | Chapter 2 | 24. јун 2022. |
| 3                | 3                  | Chapter 3 | 24. јун 2022. |
| 4                | 4                  | Chapter 4 | 24. јун 2022. |
| 5                | 5                  | Chapter 5 | 24. јун 2022. |
| 6                | 6                  | Chapter 6 | 24. јун 2022. |
| 7                | 7                  | Chapter 7 | 24. јун 2022. |
| 8                | 8                  | Chapter 8 | 24. јун 2022. |
| 9                | 9                  | Chapter 9 | 24. јун 2022. |